# Les Quatre Évangiles
Pour les Évangiles selon Matthieu, Marc, Luc et Jean contenus dans la Bible chrétienne, voir Évangile#Auteurs et datation des textes canoniques.
Les Quatre Évangiles est le dernier cycle romanesque conçu par Émile Zola de 1898 à sa mort en 1902. Il est inachevé puisque seuls les trois premiers romans de la série, Fécondité, Travail et Vérité ont été publiés. Justice, le dernier projet du romancier, n'a été qu'ébauché.

## Genèse du cycle desQuatre Évangiles
Cette série fait immédiatement suite au cycle des Trois Villes et en découle. Ses quatre romans sont en effet bâtis autour de chacun des fils de Pierre et Marie Froment, héros de Lourdes, Rome et Paris.
Initialement prévu pour être composée de trois romans (Fécondité, Travail, Justice), soit le symétrique du cycle précédent, Zola rajoute Vérité en cours d'écriture. Mais la mort de l'écrivain prévient la réalisation du dernier roman resté à l'état de simple projet.
Il écrit : « C'est la conclusion naturelle de toute mon œuvre, après la longue constatation de la réalité, une prolongation dans demain, et d'une façon logique, mon amour de la force et de la santé, de fécondité et du travail, mon besoin latent de justice, éclatant enfin. Tout cela basé sur la science, le rêve que la science autorise. Je suis content surtout de pouvoir changer ma manière, de pouvoir me livrer à tout mon lyrisme et à toute mon imagination. »
C'est un cycle ouvertement utopique, utopie clairement revendiquée par Zola, dans lequel il peut donner libre cours à ses rêves. Il expose et défend sa vision du monde avec la ferveur et la force des images qui caractérisent son œuvre, et ses positions restent toujours d'actualité, particulièrement au sujet de l'avortement. 

## Féconditéou l'ode à la natalité

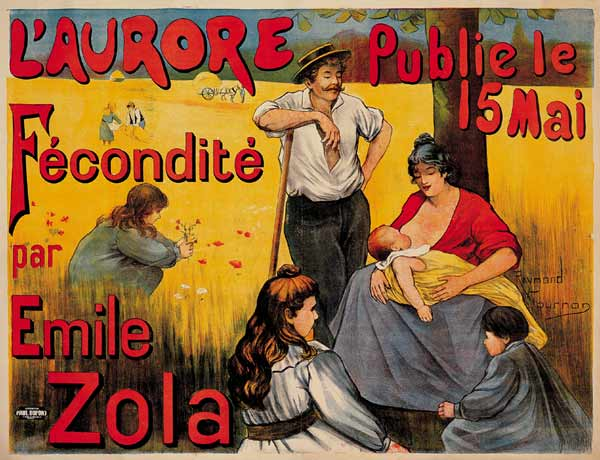
Raymond Tournon, affiche créée pour la parution de Fécondité en feuilleton dans L'Aurore, en 1899.

Fécondité, le premier opus du nouveau cycle, est un roman dans lequel Zola expose ses thèses natalistes.
L'ouvrage se lit difficilement de nos jours, tant ses conceptions sont aujourd'hui dépassées.
Zola avait exposé ses thèses natalistes dans un article en 1896.
Il y évoquait le projet d'un roman sur ce thème, provisoirement intitulé Le Déchet dans lequel il se proposait de s'élever contre la limitation volontaire des naissances qui provoquait selon lui « une tragédie morale et sociale ». La natalité était en effet, à la veille de la Revanche, une problématique nationale.
Le roman est basé sur une opposition stricte et rigoureuse entre le couple Froment et leurs douze enfants, incarnant le bonheur, et ceux qui se limitent volontairement à une petite progéniture, voire ceux qui la refusent totalement. À ceux-là, la déchéance sociale et les malheurs de la vie.
Le récit laborieux expose toute une série de problématiques liées à la dénatalité comme l'abandon des enfants et leur traitement par l'Assistance publique, la contraception, l'avortement, l'infanticide, qu'il met en scène dans des épisodes mélodramatiques.
Le roman est publié en feuilleton dans L'Aurore de mai à octobre 1899, puis en volume le 12 octobre chez Fasquelle, en pleine tempête issue du nouvel épisode de l'affaire Dreyfus après la nouvelle condamnation du capitaine.
C'est la valeur morale de l'œuvre qui est remarquée, plus que ses qualités littéraires, bien que fortement critiquée par la droite nationaliste.
Le livre fut remarqué par Sigmund Freud, qui le rangea parmi les dix ouvrages les plus intéressants qu'il ait lus.

## Travailou le roman socialiste
Il s'agit d'un roman d'un nouveau genre pour Zola, puisque c'est une œuvre d'anticipation construite sur la volonté générale de progrès social et sur les évolutions industrielles de la fin du XIXe siècle.
L'enquête préparatoire est encore plus détaillée que pour Germinal.
Alors que les idéaux socialisants appellent à une lutte des classes sanglante, Zola aspire à une entraide.
Il écrit : « Je veux montrer toute cette vieille charpente sociale craquant sous la poussée démocratique, la question de la réorganisation du travail se posant comme la question-mère de la société future pour une juste distribution des richesses. »
L'Exposition universelle de 1900, qui a passionné Zola, est incontestablement en filigrane du roman.
Les progrès techniques ont une place centrale dans le récit, avec la Fée électricité, de nature à résoudre tous les maux de l'humanité ou la sidérurgie moderne, qu'il va observer près de Saint-Étienne aux Aciéries et Forges d'Unieux.
Il prône aussi des idéaux comme « l'abolition du salariat » en exaltant le travail « nécessaire et noble ».
La rédaction du roman débute en mars 1900 et s'achève en février 1901.
Il est publié en feuilleton dans L'Aurore à partir de décembre 1900 et en volume chez Fasquelle en mai 1901.
L'œuvre est reçue avec bienveillance à gauche, avec des critiques enthousiastes, de Jaurès notamment.
Les associations coopératives, disciples de Fourier, voient en Zola un allié de poids et lui organisent un banquet le 9 juin 1901.

## Véritéou la métaphore dreyfusienne
Vérité, le troisième roman du cycle, est l'adaptation de l'affaire Dreyfus dans le monde de l'Instruction publique, principalement illustrée par le combat entre laïcs et cléricaux.
L'œuvre est conçue dans le contexte du projet de séparation des Églises et de l'État.
Marc Froment, instituteur, tente de défendre son collègue, Simon, Juif, injustement accusé, puis condamné, pour avoir violé et tué un écolier.
L'ensemble du clergé apparaît comme la force motrice de l'accusation, truquant les preuves, influençant la justice, protégeant le vrai coupable, un frère des Écoles chrétiennes, dans le but de discréditer toute l'école laïque au travers de l'accusé. 
L'engagement de Marc dans son combat pour la vérité lui coûte son ménage, puisque son épouse, pratiquante, le quitte ; mais il conserve le soutien de sa fille Louise et d'une bonne part de son administration.
C'est la description d'un cléricalisme qui, envers et contre tout, cherche à conserver coûte que coûte son emprise sur la société civile.
Zola veut faire « le poème de l'instituteur primaire. L'exalter, le mettre à son rang,  le premier, le semeur d'hommes. Puisque la nation, est devenue capable de vérité et de justice par l'instruction intégrale de tous les citoyens. »
L'écriture de l'œuvre s'étend de juillet 1901 à août 1902 et paraît en feuilleton dans L'Aurore de septembre 1902 à février 1903.
La mort de l'écrivain,  le 29 septembre 1902, l'empêche d'apporter ses corrections à une grande partie du roman.
Le volume, qui paraît en mars 1903 chez Charpentier, est liseré de noir en signe de deuil.
La critique s'attache à élucider les messages relatifs à l'affaire Dreyfus, en faisant remarquer que la transposition de la trahison militaire à l'affaire de mœurs fait perdre beaucoup au récit.

## Justice
Justice, le dernier roman de la série de Quatre Évangiles ne fut jamais commencé.
Bien que son titre fût prévu dès 1897, Zola n'eut le temps que d'écrire quelques pages de notes constituant un début de première ébauche.
En tout cas, c'est tout ce que l'on en retrouva après sa mort.
On sait que Jean Froment devait en être le héros, militaire antimilitariste, certain de la nécessité du désarmement mondial pour assurer la paix des peuples et leur bonheur.
Le but devait être la création d'une République universelle par la victoire contre les nationalismes et le militarisme.